# Výprachtická lípa
Výprachtická lípa na Pardubicku je památný strom s velmi pestrou historií. Zažil bitvu na Bílé hoře, popravu místního českobratrského faráře i všechny významné akce obce včetně loučení branců odcházejících do první světové války roku 1914.

## Základní údaje
- název: Výprachtická lípa
- výška: 12 m[1]
- obvod: 1100 cm (~1900)[2], 520 cm[1]

Znak obce Výprachtice s listy památné lípy

- věk: >500 let (~1900, tj. přes 625 let aktuálně)[2], >600 let (~1930, tj. přes 695 let aktuálně)
- titul Strom hrdina v anketě Strom roku 2008
- souřadnice: 49°59'24.83"N, 16°39'56.90"E

Strom stojí u hlavní silnice poblíž domu č. 172. Dobová pohlednice z počátku 30. let 20. století uvádí věk přes 600 let.

## Stav stromu a údržba
Na přelomu 19. a 20. století byla již ze stromu jen skořepina z části dutého kmene. Ta se postupně nachylovala a regenerovala. Na dobové kresbě akademického malíře Jaroslava Turka je lípa zachycena s dřevěnou oporou. Dnes je zakotvená na lípě vedlejší a svým deformovaným kmenem působí jako prastará přírodní plastika. Pozůstatek dutiny je zakryt proti zatékání dřevěnými latěmi.

## Historie a pověsti
Podle Chadta byla lípa uváděna již v 15. století. Podle pověsti zde byl po bitvě na Bílé hoře zastřelen českobratrský farář Jan Bosler, podle jiných zdrojů zde byl začátkem 20. let 17. století utýrán kněz Jan Buffler.
Na lípu vzpomínal i učitel z Výprachtic, hudebník Jindřich Praveček:
| „                   | Je to opravdu památný strom, opředený mnohými bájemi, jehož pečlivě opatrovaný zbytek je u cesty na Hoblovnu dodnes. U ní se odehrávaly všechny významné akce. Vybavuje se mi hluboký zážitek, když se před ní loučili v roce 1914, po vypuknutí 1. světové války, branci z Výprachtic se svými nejbližšími. Byly to srdcervoucí okamžiky. V roce 1918 byla lípa svědkem radosti z konce války a vyhlášení samostatného Československa. | “ |
| — Jindřich Praveček | |   |

## Další zajímavosti
Lípa získala titul Strom hrdina v anketě Strom roku 2008 byla. Motiv jejích listů se dostal i do znaku obce.

## Památné a významné stromy v okolí
- Bratrská lípa v Kunvaldu
- Bystřecká alej
- Bystřecká lípa
- Lípa u Dušků (Horní Čermná)
- Lípa v Horní Čermné (zrušena 4.6.2008)
- Lipová alej u Mariánské Hory (75 lip u křížové cesty)
- Taraškova lípa (Horní Heřmanice)
- Vejdova lípa (Pastviny, cca 20 km)